# 百田尚樹
百田尚樹（日语：／ Hyakuta Naoki，1956年2月23日—），日本右翼作家、編劇作家、政治人物，日本保守党共同創辦人之一暨現任黨代表，出生於大阪市東淀川區。2013年以小說《被稱作海盜的男人》獲得日本本屋大賞。

## 經歷
1956年2月23日，百田尚樹生於大阪市東淀川區。就讀同志社大學法學部期間，他參加朝日放送的戀愛綜藝節目《LOVE ATTACK!》，結識同節目的參加者百田理香並結婚。他在就讀大學第五年時退學，成為一名撰寫電視及廣播節目劇本的「放送作家」。
2006年，他發表了以第二次世界大戰為題材、描寫一群零式戰鬥機飛行員故事的小說處女作《永遠的0》，正式出道為小說家。《永遠的0》在2012年銷售突破一百萬本，由東寶確定改編電影。
2009年，他的青春小說《Box！熱血鬥陣》入圍第30屆吉川英治文學新人獎，並獲第六屆本屋大賞第5名、第七屆早午餐BOOK大獎新人獎，熱銷突破40萬冊感動無數日本讀者；改編電影由《重金搖滾雙面人》導演李鬥士男執導、市原隼人主演，於日本上映首週末票房即突破日幣一億八百萬大關，朝日新聞、讀賣新聞、產經新聞、週刊文春、週刊新潮等各大報章雜誌讚不絕口：「本年度No.1的體育青春小說！」
2013年，他以《名叫海賊的男人》榮獲第十屆本屋大賞。
目前他是編劇作家，製作許多節目，其中朝日放送綜藝節目《偵探！夜間獨家》曾榮獲日本民間影視協會聯盟獎首獎。另著有《24號的奇蹟》、《影法師》、《風中的瑪莉亞》、《RING》（暫譯）等書。

### 政治參與
2023年6月12日，正值日本國會審議LGBT理解增進法時，百田宣佈若該議案獲得通過，他將參選眾議院議員。四天後該議案獲得通過，百田於是兌現他的承諾，聯同記者有本香組織政黨參選，暫名「百田新黨」。2023年9月1日，百田新黨的X帳戶開始運作，到了9月27日粉絲已迅速增長至27.6万人，超越自民党官方账号的25.1万人。在粉絲達到20萬人後，該黨公佈正式黨名為日本保守黨。10月17日，日本保守黨舉行政黨成立記者會，宣佈將由百田擔任黨代表（黨魁），時任名古屋市長河村隆之擔任共同代表，有本香擔任事務總長。百田曾表示成立該黨的原因是“對自民党堕落的愤怒”。
2024年10月8日，百田尚樹宣佈將以日本保守黨代表身份在近畿比例代表區參選第50屆日本眾議院議員總選舉。最終百田本人落選，但是日本保守黨成功在國會中贏得3個議席。
2025年，百田尚樹本人在第27屆日本參議院議員通常選舉當選比例區參議員。

## 著作
- 2006年 《永遠的0》（永遠の0，2006年8月 太田出版／2013年11月 春天出版）
- 2007年 《24號的奇蹟》（聖夜の贈り物／輝く夜，2007年11月 太田出版／2013年12月 春天出版）
- 2008年 《Box！熱血鬥陣》（BOX!，2008年7月 太田出版／2010年10月 春天出版）
- 2009年 《風中的瑪莉亞》（風の中のマリア，2009年3月 講談社／2014年12月 春天出版）
- 2010年 《怪物》
- 2010年 《打敗「最輕量級」的男人》
- 2010年 《影法師》
- 2010年 《葫蘆錨》
- 2011年 《幸福生活》（幸福な生活，2011年6月 祥伝社／2017年9月 春天出版）
- 2011年 《三稜鏡》
- 2012年 《被稱作海盜的男人（日语：海賊とよばれた男）》2012年7月 講談社／2016年11月 春天出版）
- 2013年 《販賣夢想的男人》（夢を売る男，2013年2月 太田出版／2014年4月 春天出版）
- 2013年 《零戰與日本刀》（ゼロ戦と日本刀，2013年12月 PHP研究所／2014年7月 楓樹坊）（與渡部昇一合著）
- 2013年 《安倍晉三×百田尚樹對談集》（日本よ、世界の真ん中で咲き誇れ，2013年12月 WAC雜誌／2014年11月 楓樹坊)（與安倍晉三合著）
- 2013年 《至高の音樂：百田尚樹的私房古典名曲》（至高の音楽 クラシック永遠の名曲，2013年12月 PHP研究所／2016年2月 有樂出版)
- 2014年 《福爾圖娜之瞳》（フォルトゥナの瞳，2014年9月 新潮社／2017年7月 春天出版）
- 2014年 《殉愛》
- 2014年 《愛國論》（與田原總一朗合著）
- 2015年 《大放言》
- 2016年 《至高の音樂2：這首名曲超厲害！》（この名曲が凄すぎる クラシック劇的な旋律，2016年2月 PHP研究所／2017年4月 有樂出版)
- 2016年 《青蛙樂園》（カエルの楽園，2016年2月 新潮社／2018年1月 尖端出版）
- 2016年 《鋼鐵精神》
- 2016年 《雜談力》
- 2016年 《「青蛙樂園」變成地獄之日》（與石平合著）
- 2016年 《幻庵》
- 2017年 《大直言》（與青山繁晴合著）
- 2017年 《百田百言 百田尚樹「最能影響人生」的100句話》
- 2017年 《現在我們向南韓道歉》
- 2018年 《日本國紀》

## 爭議發言

### 主張南京大屠殺不存在，東京大轟炸是大屠殺
2014年2月3日，擔任日本放送協會（NHK）經營委員的百田尚樹為東京都知事候選人田母神俊雄助選時說，南京大屠殺是1938年蔣介石政府作出的宣傳，「為何世界無視這一點？根本就沒有這回事」；他也形容，二戰末期美軍對日本實施的東京大轟炸是「悲慘的大屠殺」，東京審判「就是為了對此加以掩蓋」。2014年2月4日，日本內閣官房長官菅義偉說，他有留意到相關報導，但他知道NHK經營委員表達個人言論不違反《廣播法》，「政府不宜評論此事」。
2014年2月5日，中華人民共和國外交部發表聲明批評，南京大屠殺擁有不容否認的事實證明，國際社會也早就裁決，但在日本有一小撮人一直企圖抹滅和扭曲歷史。2014年2月8日，美國駐日本大使館發言人說，百田尚樹的說詞違反常識，「美國政府希望，身處負責地位的人努力避免做出有煽動地區緊張之嫌的發言」，這一表態是美國政府正式的、統一的見解。
2014年2月10日，日本新聞工作者會議（JCJ）發表聲明，要求百田尚樹與前東京大學教授長谷川三千子辭任NHK經營委員。但百田仍繼續擔任該職到2015年2月底任期屆滿為止。

### 主張壓制不符合政府意向的報導
2015年6月25日，由自民黨籍日本國會議員組成的讀書會「文化藝術懇話會」在自民黨總部舉辦第一次聚會，請來百田尚樹擔任講師；讀書會上有議員說，沖繩縣的《沖繩時報》與《琉球新報》在駐日美軍普天間基地遷移問題上發表批判政府的言論，沖繩這種特殊的媒體結構完全被左翼勢力掌控了，必須加以導正才行；百田尚樹回應，「沖繩的2家報社不擊潰不行，要考慮如何讓沖繩縣民覺醒才行」，「原本普天間基地座落在田中，周邊沒什麼，到底是誰後來在那周邊做起生意、居住起來的」，「沖繩真的是受害者嗎？根本不是」。
2015年6月26日，《沖繩時報》編輯局長武富和彥與《琉球新報》編輯局長潮平芳和聯名發表抗議聲明，批評百田尚樹的發言“完全是否定言論自由和新聞自由這一民主主義根基的粗暴言論”，自民黨的國會議員引出了百田尚樹此一發言，“不能對此熟視無睹”；同日，安倍晉三在日本眾議院答覆議員質詢時說，自民黨內部有各種討論會，但基本上自民黨是很重視民主主義的政黨，黨內同仁是基於「報導的自由是民主主義的根本」這個原則進行討論，「如果被指責的內容屬實的話，那實在很令人遺憾；那不是自民黨的正式會議，而是志同道合者的會議，在那樣的會議上的發言究竟被媒體以什麼樣的形式報導，這點還有待釐清」。
2015年6月27日，在沖繩當選的在野黨國會議員等5人發表抗議聲明，批評百田尚樹違反《日本國憲法》第21條規定的新聞及言論自由；同日，百田尚樹在福岡市演講後接受記者提問時說，“在野黨巧妙利用了我的發言……我感到很驚訝；要是其他作家講這樣的話，可能不會變成這樣”；同日，自民黨幹事長谷垣禎一宣布裁罰擔任讀書會代表的自民黨青年局局長木原稔停職一年，出席讀書會的自民黨眾議員長尾敬則承認沖繩媒體結構特殊的言論是他提出的。
2015年6月28日，百田尚樹在大阪府泉大津市演講時說，他在讀書會上說必須擊潰《沖繩時報》與《琉球新報》，“當時是開玩笑，現在已經是真心想（上述報社）垮掉”；同日，谷垣禎一在NHK電視節目中為讀書會發言道歉，民主黨代理幹事長福山哲郎稱讀書會發言“反映了自民黨的本質”。
2015年6月29日，菅義偉在眾議院和平安全法制特別委員會上，拒絕政府對讀書會發言展開調查並對沖繩縣民道歉，“這是（自民）黨的問題，從政府角度不宜展開調查並加以評論”；同日，也曾出席讀書會的內閣官房副長官加藤勝信在眾議院和平安全法制特別委員會上說“這一事態令人深感遺憾，我在反思，為了避免事態演變至此，當時是否能夠做些什麼”，卻未談及自身責任；同日，沖繩縣知事翁長雄志說“言論自由十分重要”，日本民間放送聯盟會長井上弘則批評讀書會發言是在“否認以言論和表達自由為基礎的民主主義社會”；同日，沖繩縣宜野灣市議會一致通過決議，要求百田尚樹收回發言並道歉。
2015年7月1日，安倍晉三與公明黨黨首山口那津男會談，安倍晉三就讀書會發言道歉，山口那津男則說“有必要帶著緊迫感進行應對”。
2015年7月2日，武富和彥與潮平芳和在東京都內幸町召開記者會，表示“決不原諒毫無事實根據的粗暴言論”。
2015年7月3日，安倍晉三在眾議院和平安全法制特別委員會接受民主黨幹事長枝野幸男質詢時首度就讀書會發言公開道歉，他說，自民黨籍議員在讀書會中要求向媒體施壓的言論「簡直是沒常識的發言」，議員們輕蔑沖繩的言論讓自民黨對沖繩的長年努力付諸流水，他一向尊重報導及言論自由，哪怕是強烈批判政府的報導也該受到保護，「自己任內的記者會從未限制媒體取材，這就是尊重報導自由的最佳證據」，他允諾懲處不當發言的議員。

### 辱罵不同政治立場者
前日本眾議院議長土井多賀子逝世後，百田尚樹辱罵土井多賀子是「賣國賊」。日本多個政黨批評百田尚樹失言，但百田拒絕道歉。

### 發表厭女言論，認為女性不該上大學
2024年11月8日百田尚樹在電視節目受訪時，以「科幻假設前提」為由，建議要解決日本的少子化問題，可以規定「女性從18歲開始就不該上大學」，「年滿25歲還是單身的女性，應終身禁止結婚」，「到30歲還沒生孩子，強制摘除子宮」。影片於2024年11月10日上架YouTube後，引發軒然大波，百田尚樹對此謝罪，表示這只是比喻，造成有人「感到不舒服」他表示抱歉（週日在社交平台X上「道歉」說：「儘管我以『這是不該做的事』『純屬科幻』的前提進行反烏托邦的比喻，無法否認我的表達過於激烈。對於感到不舒服的人，深表歉意。」他表示撤回言論）。百田尚樹早就有屢次以「科幻前提」發表近乎厭女言論的紀錄。

## 影像化作品
電影
- Box！熱血鬥陣（日语：ボックス!）（導演：李鬥士男，主演：市原隼人）
- 怪物（導演：大九明子，主演：高岡早紀）
- 永遠的0（導演：山崎貴，主演：岡田准一）
- 名叫海盜的男人（日语：海賊とよばれた男）（導演：山崎貴，主演：岡田准一）
- 福爾圖娜之瞳（導演：三木孝浩，主演：神木隆之介、有村架純）